# Terrence Kaufman
Terrence Kaufman é um linguista dos Estados Unidos da América especialista em documentação de línguas não escritas, história linguística da Mesoamérica e fenómenos de contacto linguístico. Actualmente é professor no departamento de antropologia da Universidade de Pittsburgh.